# Inga enterolobioides
Inga enterolobioides là một loài rau đậu thuộc họ Fabaceae.
Loài này chỉ có ở Brasil.